# Arno Breker
Arno Breker, född 19 juli 1900 i Elberfeld, död 13 februari 1991 i Düsseldorf, var en tysk skulptör. 
Arno Breker utbildade sig vid konstakademin i Düsseldorf. Han hade sin storhetstid från 1933 som Adolf Hitlers favoritskulptör. Brekers idealiserande realism stod de nationalsocialistiska konstidealen nära. Efter andra världskriget skulpterade Breker byster av bland andra Konrad Adenauer och Ernst Jünger.

## Bildgalleri

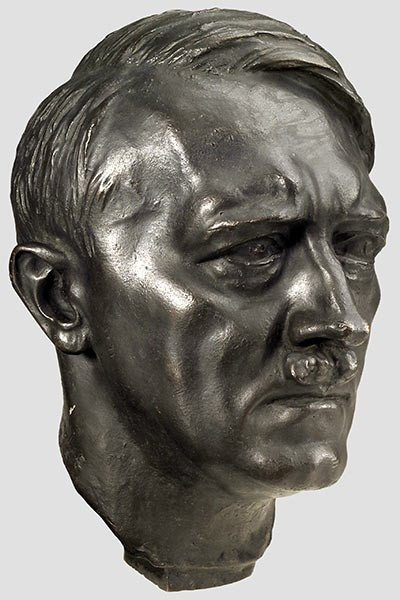
Hitlerbyst (1938)
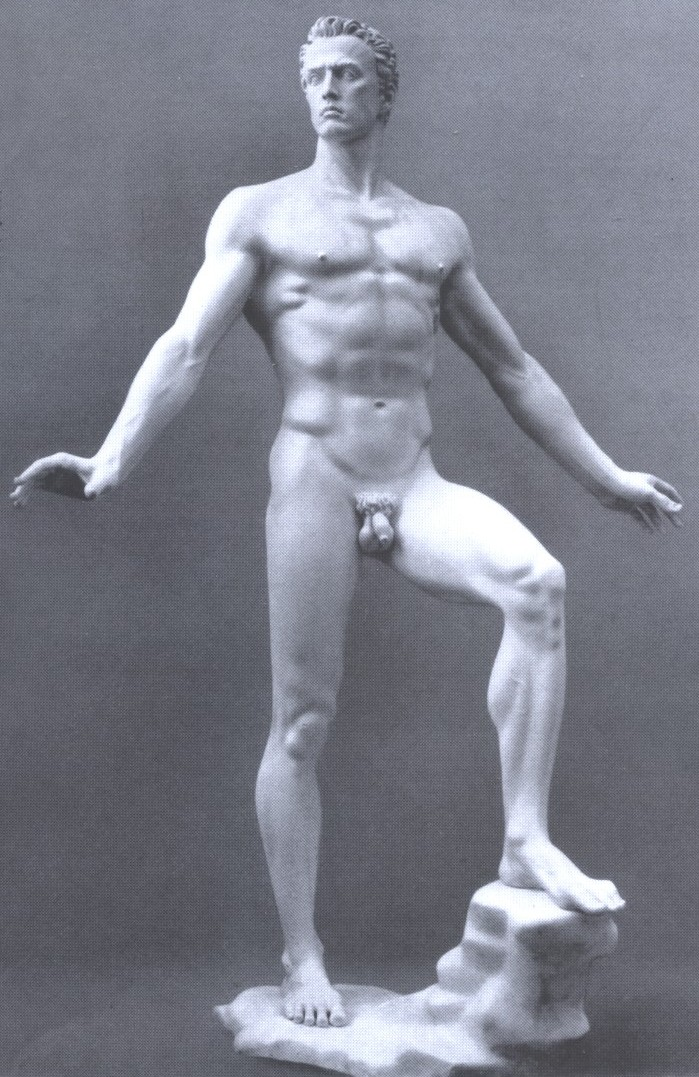
Der Sieger (1939)
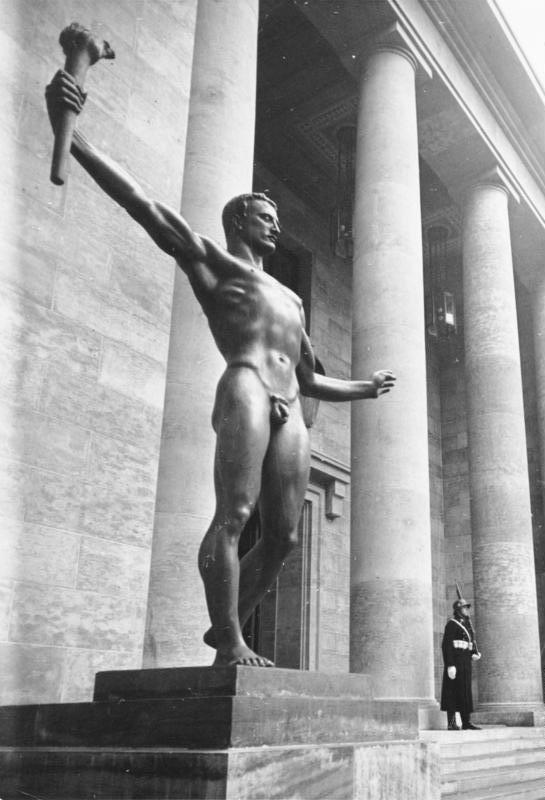
Die Partei vid Nya rikskansliet
Albert Speer, Adolf Hitler och Arno Breker i Paris den 23 juni 1940.
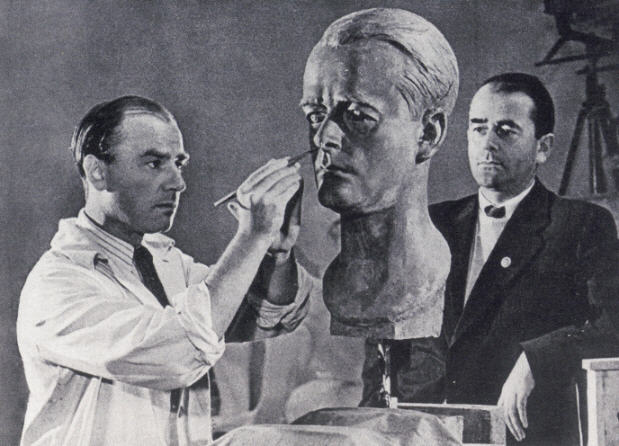
Arno Breker och Albert Speer år 1940.

## Utmärkelser
- 1932: Villa Massimo